# Vila Boa (Mirandela)
Vila Boa is een plaats (freguesia) in de Portugese gemeente Mirandela en telt 118 inwoners (2001).